# استفان هولم
استفان کریستیان هولم (سوئدی: Stefan Christian Holm؛ زادهٔ ۲۵ مهٔ ۱۹۷۶) یک ورزشکار پرش ارتفاع اهل سوئد است. از افتخارات وی میتوان وی می‌توان به کسب مدال طلای پرش ارتفاع در بازی‌های المپیک تابستانی ۲۰۰۴ اشاره کرد.